# Grande Ruine
Grande Ruine (que significa "Grande Ruína") é um sub-maciço do Maciço des Écrins com 3765 m de altitude. Formado por alguns picos importantes, encontra-se nos Altos-Alpes no Parque nacional dos Écrins, e é na realidade formado por dois cumes bem distintos separados pela fenda Giraud-Lézin: a Ponta Brevoort ao Sul e o pico Maître e a Roche Méane a Norte.

## Ponta Brevoort
O seu ponto culminante, a Ponta Brevoort com 3765 m de altitude foi atingida a 19 de Julho de 1873 pela célebre alpinista americana  Meta Brevoort acompanhada por William Auguste Coolidge com Christian Almer como guia e com Peter Michel, Christian Roth e Peter Bleuer, à qual deu o nome.

## Acesso
A via normal é feita pela aresta oriental, cotação (F+/II:UIAA), acessível a partir do refúgio Adèle Planchard o que a torna uma ascensão muito frequentada e um clássico dos maciço.